# Fanny Carrió
Francisca Emilia «Fanny» Carrió Sierra (Pando, 3 de diciembre de 1879 - Montevideo, 26 de marzo de 1969) fue una activa feminista liberal uruguaya.

## Biografía
Hija de Emilia Sierra y Vicente Carrió García. El 9 de mayo de 1907 contrajo matrimonio con Félix Polleri Burgueño, con el que tuvieron seis hijos, entre ellos, a Amalia Polleri. Tanto Carrió como su esposo fueron militantes del Partido Colorado, en el sector riverista.
Fue Secretaria General del Consejo Nacional de Mujeres (CONAMU, rama uruguaya del Consejo Internacional de Mujeres) y, por su iniciativa, dicho Consejo presentó a la Cámara de Representantes de Uruguay a principios de 1920, un proyecto de ley que habilitaba el derecho de las mujeres a votar y ser votadas en elecciones municipales y nacionales.
En 1919, Paulina Luisi organizó la Alianza Uruguaya de Mujeres por el Sufragio Femenino. En la Asamblea General estatutaria correspondiente al Ejercicio 1919-1920, realizada el 3 de diciembre de 1920, Carrió fue nombrada Presidenta de la Comisión de Sufragio de dicha organización. Más adelante sería la Presidenta, trabajando incansablemente junto a Luisi por el sufragio femenino en el Uruguay.

Paralelamente, también fue la Presidenta de la Comisión de Prensa de CONAMU. Escribió una columna semanal llamada “Para nosotras” en el diario montevideano “La Mañana”, dirigido por su esposo. Utilizó el seudónimo Fafhm, formado por las iniciales de sus, hasta ese momento, cinco hijos. En un informe de la Comisión de Prensa presentado a CONAMU, Carrió explicó:
Una vez o dos por semana ha aparecido sin interrupción la sección citada, procurando interesar a  nuestras mujeres en los varios problemas feministas, sin apartarnos de la feminidad que creemos debe realzar y prestigiar en todo momento la obra del feminismo.'
Según Ehrick, en los artículos “su discurso se centró principalmente en dos puntos: el voto femenino como parte del proceso evolutivo de la historia, y la defensa del feminismo contra las acusaciones de ser anti-hombres o anti-familia”. También, desde su columna, participó activamente de la campaña de la Alianza Nacional de Mujeres para que las mujeres pudieran ocupar cargos gubernamentales relacionados con la asistencia social y la educación.
Se desconocen el lugar y fecha de fallecimiento.